# Qadisha
La vallée de Qadisha (connue aussi comme la vallée de Kadisha, Wadi Qadisha, Ouadi Qadisha, ou en arabe : وادي قاديشا, qadisha venant du syriaque langue d'origine parlée avant l'arabe au Liban) est située au Liban dans le Gouvernorat du Nord. Avec la forêt des Cèdres de Dieu, elle est inscrite depuis 1998 sur la Liste du patrimoine mondial de l'UNESCO.

## Étymologie
Qadisha signifie littéralement saint en syriaque. 

## Géographie
Le site est situé au pied du mont Makmel dans la chaîne du Mont-Liban au nord du Liban, entre 500 et 1 650 m d’altitude. Il est en fait composé de deux vallées qui se rejoignent à l'ouest nommée chacune selon un monastère.
La vallée de Qannoubine au sud, du nom du monastère de Notre-Dame de Qannoubine et la vallée de Qozhaya (Kozhaya) au nord, du nom du monastère Mar-Antonios Qozhaya. La vallée de Qannoubine est une gorge profonde traversée sur 35 km par le fleuve Qadisha, connu aussi sous le nom de Nahr Abou Ali quand il atteint Tripoli. La partie la plus pittoresque de la vallée s'étend en amont sur une vingtaine de  kilomètres, entre Bcharré, la ville natale de Khalil Gibran, et Tourza.
La vallée de Qozhaya est moins longue et s'étend entre Ehden et Kfarsghab.
Les pentes de la vallée de Qadisha sont très escarpées et leurs falaises forment des remparts naturels. Par endroits, elles  sont environnées de terrasses aménagées par les ermites pour cultiver le blé, la vigne et l'olivier.
L’érosion karstique souterraine est à l’origine d’une formation naturelle conséquente de grottes, souvent difficiles d’accès. La plus importante, la grotte de Qadisha, est située en amont de la partie la plus encaissée de la vallée, au-dessus de la ville de Bcharré. Elle s’étendrait sur une profondeur de 778 m.
La vallée de Qadisha est à proximité de la forêt des Cèdres de Dieu, à laquelle elle est associée dans la Liste du patrimoine mondial de l'UNESCO.
Le sentier de grande randonnée Lebanon Mountain Trail la traverse.

## Valeur historique et religieuse
La vallée de Qadisha a été occupée par des communautés religieuses depuis les toutes premières années du christianisme et reste aujourd'hui l’un des plus importants sites d'établissement des premiers monastères chrétiens au monde.

### Occupation historique
Les reliefs accidentés de la vallée de Qadisha et son isolement ont contribué à en faire un refuge naturel pour les communautés de la région. Plusieurs grottes de la vallée de Qadisha ont ainsi été utilisées comme abris ou tombes dès le Paléolithique. Dès les premiers siècles du christianisme, la vallée sacrée servit de refuge à différentes communautés religieuses, mais son histoire est surtout liée à celle des Maronites. Fuyant leurs lieux d'origine de la vallée de l'Oronte, accusés par les Byzantins de monothélisme, les Maronites y cherchèrent refuge lors des persécutions religieuses qui commencèrent à la fin du VIIe siècle. Ce mouvement s'intensifia au Xe siècle, après la destruction du monastère de Saint-Maron. Les moines maronites établirent alors leur nouveau centre dans la vallée, à Notre-Dame de Qannoubine. Les monastères qui combinaient érémitisme et vie communautaire se multiplièrent rapidement sur les collines environnantes colonisant de nombreuses grottes souvent difficiles d’accès.
À la fin des croisades, les maronites des villages environnants et ceux habitant dans les grottes de la Qadisha furent victimes de campagnes violentes, principalement de la part des sultans mamelouks Baybars Ier et Qalaoun (en 1268 et en 1283). En dépit de ces attaques, le monastère de Deir Qannoubine devint le siège du patriarcat maronite au XVe siècle, et le demeura pendant cinq siècles. Au XVIIe siècle, la réputation de piété des moines maronites était telle que nombre de poètes, d'historiens, de géographes, de politiciens et d'ecclésiastiques européens visitèrent la vallée Qadisha, et s'y installèrent même parfois.
Toutefois, la vallée sacrée n'était pas seulement occupée par les Maronites. Ses grottes et falaises ont abrité d'autres communautés chrétiennes au cours des siècles : Jacobites (orthodoxes syriens), Melchites (orthodoxes grecs), Nestoriens, Arméniens et même Éthiopiens.

### Complexes monastiques

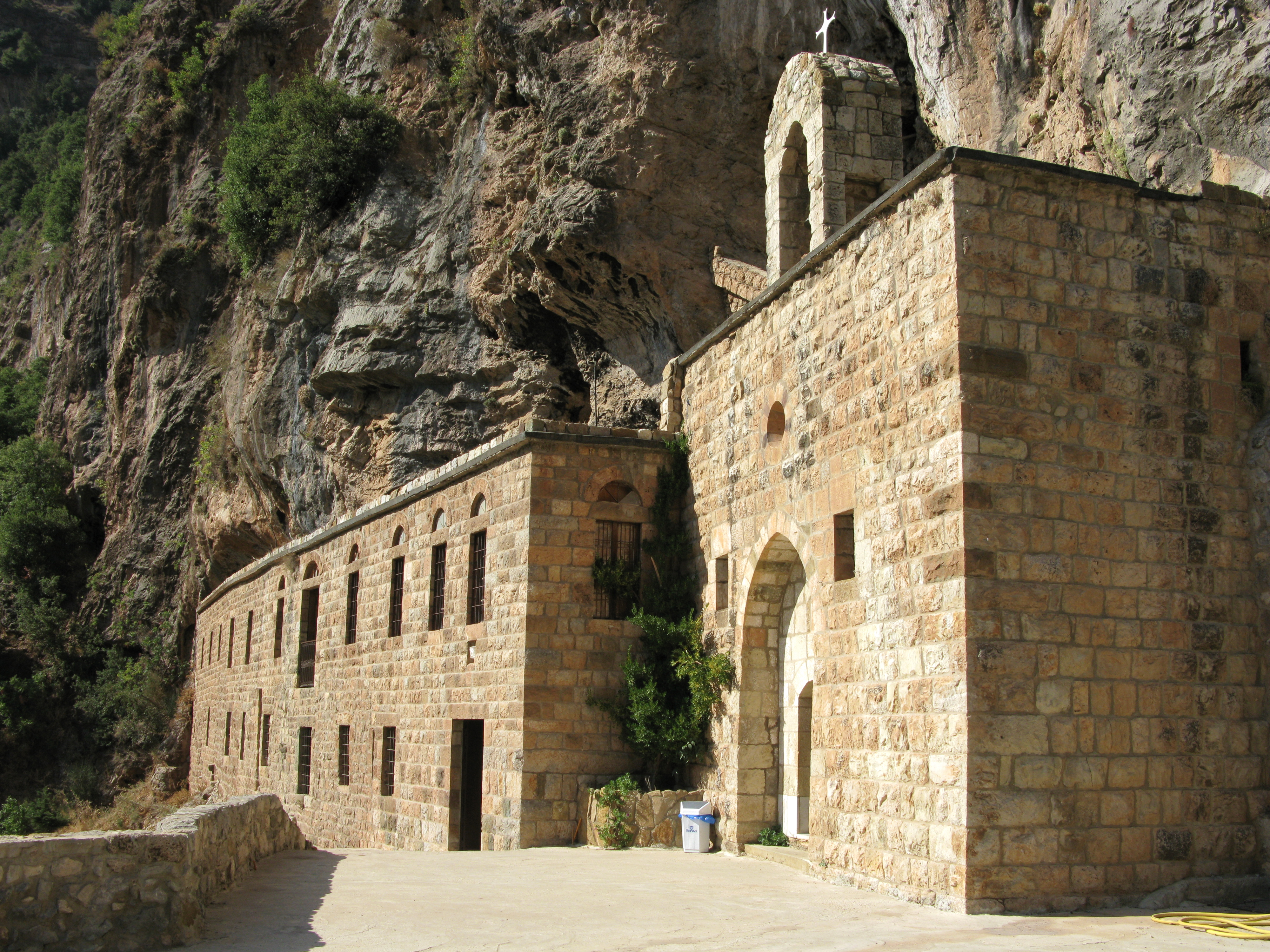
Le monastère Saint-Élisée

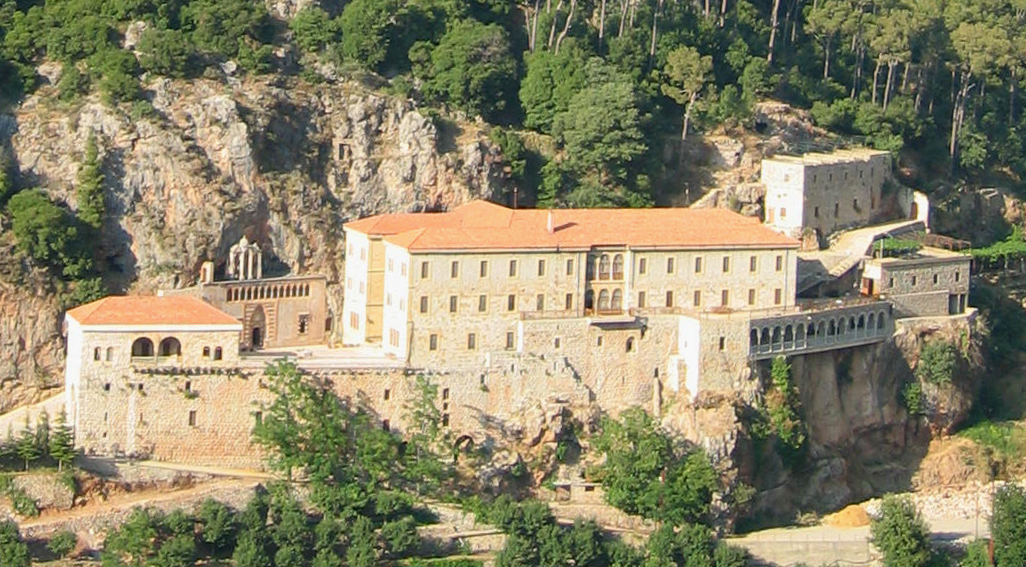
Le monastère Saint-Antoine de Qozhaya

La vallée accueille certains des plus anciens monastères chrétiens du Moyen-Orient. Il existe quatre complexes monastiques majeurs.
Le monastère Notre-Dame de Qannoubine, le plus ancien, fut le siège du patriarcat maronite au XVe siècle et le resta pendant cinq cents ans.
Le monastère Mar Lichaa ou Elisha (Saint-Élisée), mentionné pour la première fois au XIVe siècle, est partagé entre deux communautés : un ordre solitaire maronite et l'ordre des carmélites déchaussées. Il est formé de trois ou quatre petites cellules, d'un réfectoire et de quelques salles collectives. Son église communautaire comporte quatre chapelles creusées dans sa façade rupestre.
Le monastère Saint Antoine Qozhaya a été fondé, selon la tradition, au IVe siècle, par saint Hilarion, en l'honneur de l'anachorète égyptien saint Antoine le Grand — mais les plus anciens documents qui le mentionnent ne sont pas antérieurs aux environs de l'an mille.
Enfin le monastère de Notre-Dame de Hauqqa (Saydet Hauqqa) se trouve à une altitude de 1 150 m, entre les deux sections Qannoubine et Qozhayya de la vallée.
Parmi les autres établissements monastiques de Qadisha figurent le monastère de Mar Girgis, incluant la chapelle de Mar Challita, le monastère de Mar Yuhanna, le monastère de Mar Abun, incluant l'ermitage de Mar Sarkis, et le sanctuaire de Mart Moura, Ehden et autres.

## Patrimoine mondial
En 1998, l'UNESCO inscrit la vallée de Qadisha dans la Liste du patrimoine mondial parce que c'est l'un des sites monastiques chrétiens les plus importants dans le monde et ce, depuis les premiers temps du christianisme. De plus, la vallée abrupte est depuis longtemps un lieu de méditation et de refuge. Elle contient un nombre exceptionnel de fondations monastiques cénobitiques et érémitiques, certaines datant de la première période d'expansion du christianisme. Cette inscription au patrimoine mondial concerne également la forêt des Cèdres de Dieu qui lui est contiguë.

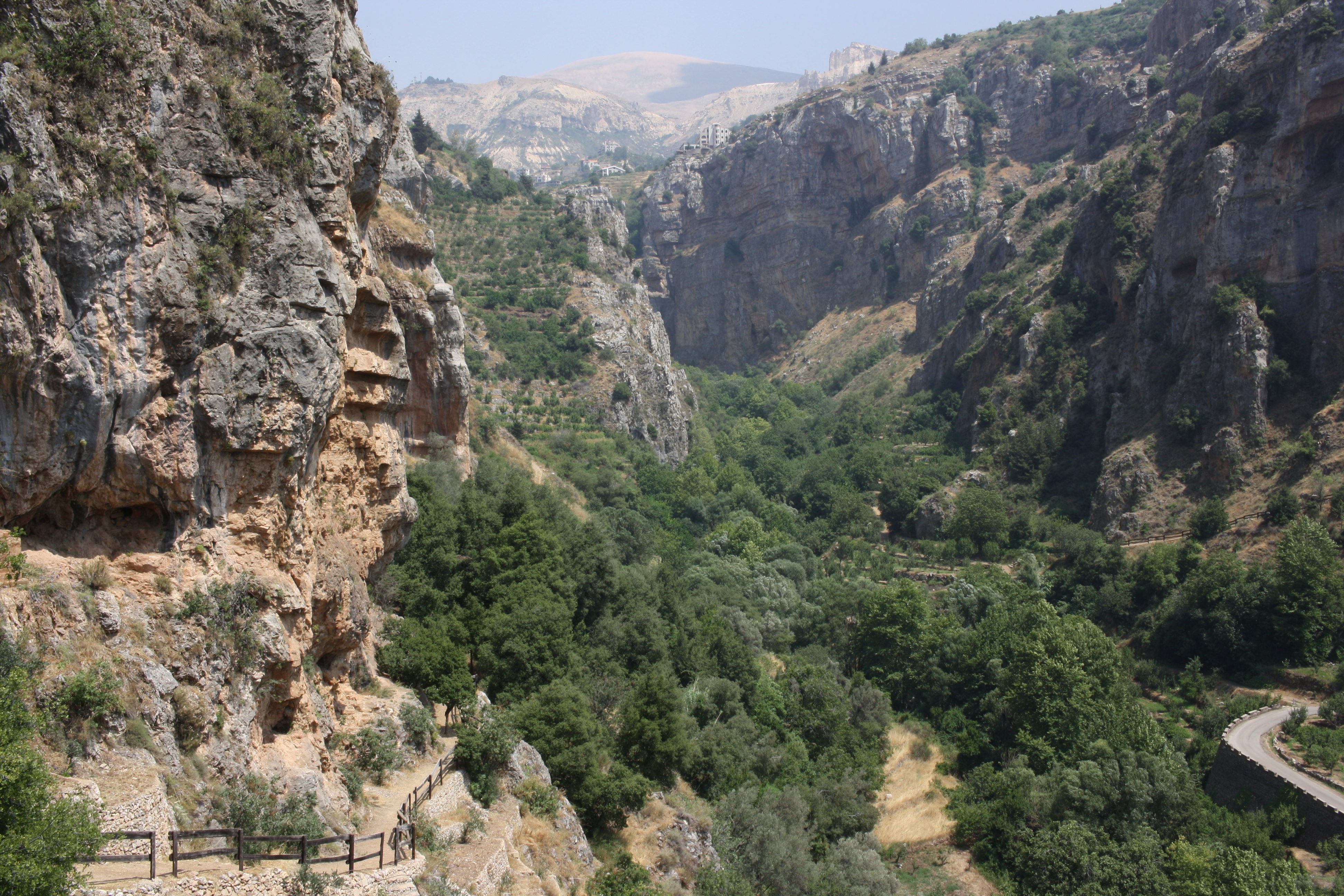
Vue de la vallée de la Qadisha depuis le monastère Saint-Elysée près de Bcharré.

## Qadisha en chant et en littérature
- En 2001, Qadisha, un chant composé par le père Louis Hage sur les paroles de Rawad Tarabay, est interprété pour la première fois dans la salle Paul VI au Vatican par la chorale de l'Université Saint-Esprit de Kaslik dirigée par le père Hage. Ce chant reprend l'histoire de la vallée sainte, des maronites, et du Liban.
- En septembre 2011, paraît un roman d'Alexandre Najjar, intitulé Kadicha (éditions Plon), retraçant sous forme romanesque l'histoire de la Vallée sainte.